# Rally Tierras Altas de Lorca
El Rally Tierras Altas de Lorca es una prueba de rally organizada por el Automóvil Club de Lorca desde 2012 en la localidad de Lorca (Región de Murcia, España) y es puntuable para el Campeonato de España de Rally de Tierra y desde 2019 para el Súper Campeonato de España de Rally.

## Historia
Aunque ya existió una prueba en Murcia en el año 1993, también puntuable para el nacional de tierra, bajo el nombre de Rally de Lorca, el Automóvil Club de Lorca no nacería hasta 1996 por un grupo de amigos con ánimo de fomentar el mundo del motor en la comarca del Guadalentín. Durante este tiempo el club organiza pruebas de carácter regional pero en 2012 decide crear el Rallye Tierras Altas de Lorca siendo preinscripción para Campeonato de España de Rallyes de Tierra y Todo Terreno, en el que logra entrar al año siguiente en 2012, abriendo además el calendario a partir de la temporada 2014.

## Palmarés
| Año  | Nombre                            | Piloto               | Copiloto               | Automóvil                      | Series      |
| ---- | --------------------------------- | -------------------- | ---------------------- | ------------------------------ | ----------- |
| 2012 | 1.º Rally Tierras Altas de Lorca  | Albert Llovera       | Álex Haro              | Fiat Abarth Grande Punto S2000 |             |
| 2013 | 2.º Rally Tierras Altas de Lorca  | Xavi Pons            | Xavi Amigo             | Mitsubishi Lancer Evo X        | CERT        |
| 2014 | 3.º Rally Tierras Altas de Lorca  | José Antonio Suárez  | Pablo Marcos           | Mitsubishi Lancer Evo IX       | CERT        |
| 2015 | 4.º Rally Tierras Altas de Lorca  | Alexander Villanueva | Óscar Sánchez          | Mitsubishi Lancer Evo X        | CERT        |
| 2016 | 5.º Rally Tierras Altas de Lorca  | Jorge del Cid        | Rodrigo Sanjuán        | Mitsubishi Lancer Evo X        | CERT        |
| 2017 | 6.º Rally Tierras Altas de Lorca  | José Antonio Suárez  | Cándido Carrera        | Peugeot 208 N5                 | CERT        |
| 2018 | 7.º Rally Tierras Altas de Lorca  | Xavi Pons            | Jordi Mercader         | Peugeot 208 T16                | CERT        |
| 2019 | 8.º Rally Tierras Altas de Lorca  | Xavi Pons            | Rodrigo Sanjuán        | Škoda Fabia R5                 | CERT, S-CER |
| 2020 | 9.º Rally Tierras Altas de Lorca  | Nil Solans           | Marc Martí             | Škoda Fabia R5                 | CERT, S-CER |
| 2021 | 10.º Rally Tierras Altas de Lorca | Nasser al-Attiyah    | Mathieu Baumel         | Volkswagen Polo GTI R5         | S-CER, Copa |
| 2022 | 11.º Rally Tierras Altas de Lorca | Efrén Llarena        | Sara Fernández         | Škoda Fabia Rally2 evo         | S-CER, Copa |
| 2023 | 12.º Rally Tierras Altas de Lorca | Javier Pardo         | Adrián Pérez Fernández | Hyundai i20 N Rally2           | S-CER, Copa |